# Уссурі (порода кішок)
Уссурійська кішка — дуже красива аборигенна порода. Серед інших порід її виділяє оригінальний малюнок на шерсті, який дуже нагадує забарвлення тойгера. Ось тільки популярністю уссурійські красуні не користуються навіть у себе на батьківщині. Популяція дуже нечисленна, ареал проживання обмежений. Порода буде врятована тільки якщо знайдуться заводчики-ентузіасти й спонсори.

## Історія походження
Уссурійських кішок російські фелінологи дізналися багато в чому завдяки Миронової Ользі Сергіївні. У 1993 році Миронова вперше описала уссурійських кішок, а через рік був прийнятий попередній стандарт породи. Незабаром перші представники породи поїхали за кордон, проте, визнання і популярності порода не отримала. Селекційна робота не дала бажаних результатів. Нині представників породи залишилося дуже мало, уссурійські кішки знаходяться на межі зникнення.
Власне, і породою то уссурійські кішки не є. Це, скоріше, породна група, яка виникла шляхом стихійного схрещування місцевих домашній і диких кішок, потім розвивалася самостійно на обмеженій території.

## Характер
Уссурійські кішки дуже волелюбні й незалежні. Вони визнають тільки одного власника, якого обрали, всіх інших терплять на своїй території. Вони дуже горді й самодостатні. Як і багато інших порід природного походження, природні інстинкти у них стоять на першому місці. Ці кішки — природжені мисливці й хижаки з розвиненим територіальним інстинктом. Вони розумні й спокійні.

## Зовнішній вигляд
Уссурійська кішка середнього розміру, міцного і пропорційної статури. Голова невелика, округла, міцно посаджена на коротку шию. Лоб злегка сплощений, перехід до морди помітний слабо, вилиці округлі, щоки повні, особливо у котів. Ніс прямий, підборіддя міцний. Вуха поставлені високо, середнього розміру. Очі округлі, поставлені трохи косо. Ноги сильні, лапи округлі. Хвіст у підстави плавно звужується до закругленого кінчика.
Оригінальний малюнок уссурійської кішки в фелінології називається макрель або смугастий таббі.
Шерсть коротка, жорстка, з добре розвиненим підшерстям. У літній та зимовий період дуже сильно відрізняється по густоті. На спині й боках чіткі не переривати смуги, кільцями прикрашені також лапи і хвіст кішки, на лобі характерна буква «М», а від очей до потилиці тягнуться «стрілки». Шию, як правило, прикрашає «намисто». Колір шерсті коричневий, з темними або чорними смужками.